# Хрест «За цивільні заслуги» (Австро-Угорщина)

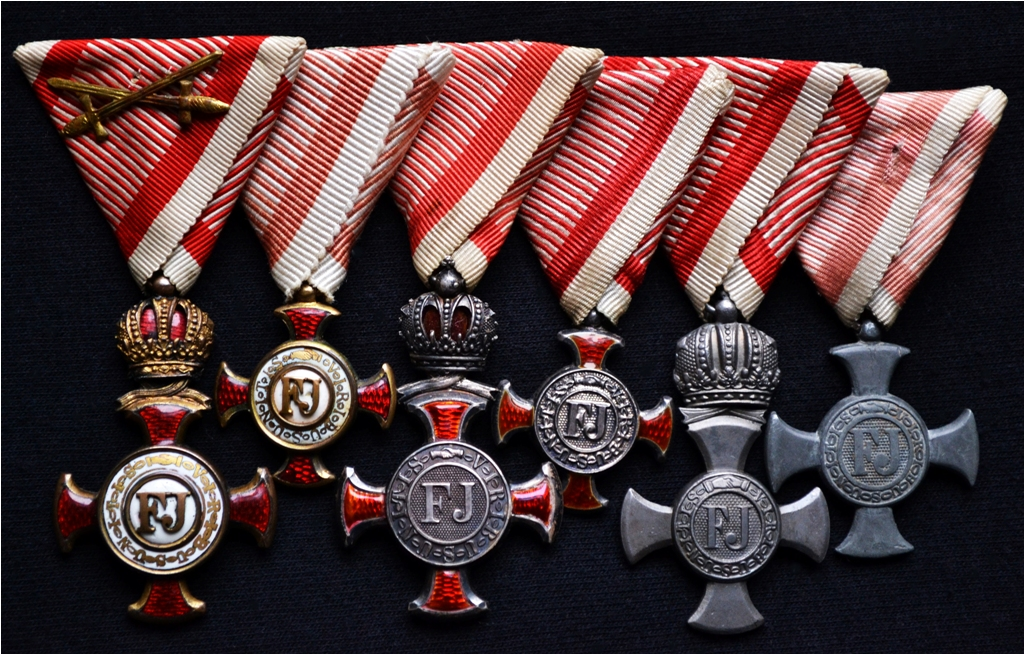
Хрести всіх ступенів зразка 1914 року.

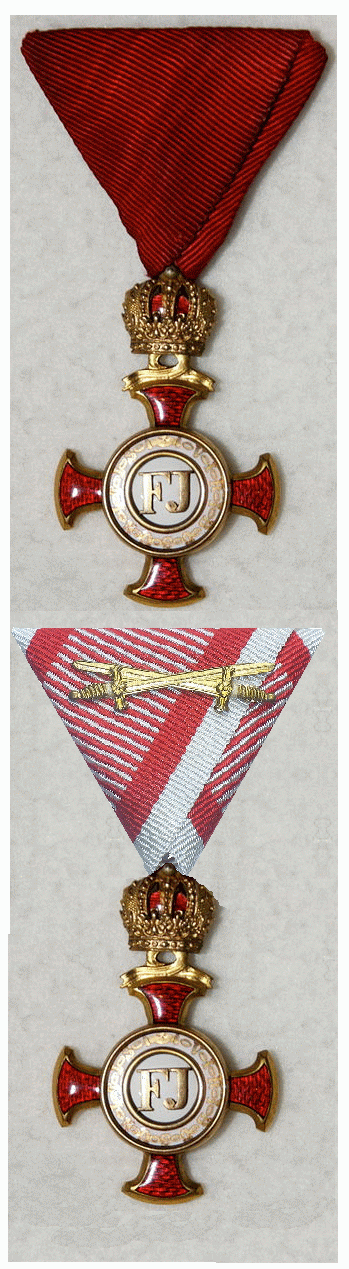
Золотий хрест з короною зразка 1850 року (вгорі) і 1914 року з мечами (внизу).

Хрест «За цивільні заслуги» (нім. Zivil-Verdienstkreuz) — нагорода Австро-Угорщини.

## Історія
Нагорода була заснована 16 лютого 1850 року імператором Францом Йосипом І для нагородження державних службовців або просто цивільних за заслуги перед країною. Спочатку хрест мав 4 ступеня — золотий і срібний хрест з короною і без неї.  
1 квітня 1916 року, під час Першої світової війни, імператор заснував 2 нових ступені — Залізного Хреста за Заслуги з короною і без неї. Залізний хрест без корони був призначений для нагородження винятково солдатів. З 13 грудня 1916 року для нагороджених за хоробрість на полі бою вручались хрести із схрещеними мечами на стрічці. 

## Опис
Золотий і срібний хрести являють собою червоні емальовані хрести з круглим медальйоном, в центрі якого ініціали імператора FJ, оточені гаслом Габсбургів VIRIBUS UNITIS (укр. СПІЛЬНИМИ ЗУСИЛЛЯМИ). Медальйон золотого хреста вкритий білою емаллю. Залізний хрест не був покритий емаллю.
Нагороду носили на лівому боці грудей на малиновій стрічці ордена Франца Йосифа. З 20 вересня 1914 року орден носили на червоно-білій стрічці медалі «За хоробрість».